# Ricardo Abad
Ricardo Abad Martínez (Tafalla, Navarra, 8 de enero de 1971) es un ultrafondista español especialista en retos de ultrafondo. 
En el año 2013 Riki Abad está inmerso en el Reto 52IM, consistente en realizar un Ironman cada una de las 52 semanas del año.  
El 20 de octubre de 2013, en Santander, con su Ironman n.º 42 bate el récord mundial de Ironmans completados en un año que hasta entonces ostentaba Vincenzo Catalano.
El 12 de febrero de 2012, dentro de la iniciativa "nos gusta la gente que supera retos", completó el reto de correr 500 maratones en 500 días consecutivos, 21.100 km, recorriendo las 50  provincias españolas conmemorando los 50 años de vida de la Asociación navarra en favor de las personas con discapacidad intelectual (ANFAS).
Con el proyecto de 500 maratones en 500 días superó el récord Guinness de maratones consecutivos (366) el 1 de octubre en Madrid. El anterior récord, 365, lo ostentaba el belga Stefaan Engels. El deportista navarro anunció el 13 de febrero de 2012 que doblaba su reto con la intención de llegar a los mil maratones, proyecto que abandonó al no encontrar financiación el día 29 de mayo tras 607 maratones, siendo éste el actual récord Guinness.

## Retos más destacados

### Reto 52IM
Reto en el que Ricardo Abad está inmerso actualmente. Consiste en completar durante 52as, cada semana, un Ironman, que son un triatlón de 3,86 km a nado, 180 km de ciclismo y 42,2 km de carrera a pie. Como en anteriores retos sigue colaborando con la Asociación navarra en favor de las personas con discapacidad intelectual (ANFAS).
El 20 de junio completó su 25IM, realizando el tramo en bici en el terreno y kilometraje de la Quebrantahuesos, prueba ciclista que completó de forma oficial dos días después.
Durante el reto ha participado en las pruebas oficiales de Trisur Sevilla (9h:54:04), en el Ironcat  (10h:01:47), en el  Ironman Lanzarote (11h:18:19 en la posición 282), Challenge de Vitoria (10h:47),  Ironbask (10h:24m), Iberman (11h:22).
Con el Ironman n.º 41 igualó el récord de ironmans en un año del italiano Vincenzo Catalano que es el atleta que más Ironmans ha completado en un año hasta la fecha. Lo realizó el domingo 13 de octubre, nadando en Bahía de Txindugi de Fuenterrabía (Guipúzcoa), cruzando toda la geografía navarra de norte a sur, para terminar cruzando el desierto de la Bardena Blanca.

El Ironman  n.º 42, con el que batió el récord, lo realizó el domingo 20 de octubre en Santander, con la natación y maratón en la Playa del Sardinero y el ciclismo en un exigente recorrido en Cantabria.

### 150 maratones en 150 días
Ricardo Abad completó el 30 de mayo de 150 maratones en 150 días consecutivos.

### Península Solidaria
Reto con fines benéficos en el que recorrió el perímetro de la península ibérica en etapas. Acompañado de Wifi, bicicleta de asistencia, y Pericueta, furgoneta de logística, realizó en 2 partes el reto. La primera parte empezó en septiembre de 2009, acabando su última etapa en Motril, desde donde retomó el reto el 1 de mayo de 2010 para recorrer la segunda parte. Su paso por las distintas poblaciones de la geografía española fue un acontecimiento, y fueron muchos los corredores y clubes quisieron acompañarle durante algunos kilómetros.

### 500 maratones en 500 días
El reto consistió en correr 500 maratones en 500 días consecutivos: sin días de fiesta, sin saltarse un kilómetro. Las 500 maratones suman 21.097,5 kilómetros, en un año y casi 5 meses. 
Para que el reto fuera reconocido en el Libro Guinness de los Récords, Abad llevó dos GPS y un localizador que permitió verificar los metros recorridos. Los datos recogidos por estos aparatos pudieron verse en directo en su blog personal, de forma que cualquiera pudo conocer su situación. Múltiples corredores se ayudaron de esta información para acompañarle en algunos tramos (o incluso maratones enteras). 
Durante este reto, estuvieron en venta cada uno de los 21.100 kilómetros que recorrió a razón de un euro el kilómetro, dinero que Abad donó a ANFAS al terminar el reto.
El corredor navarro empleó cerca de cuatro horas en cada maratón y durante los 500 maratones realizados desde el 1 de octubre de 2010 hizo un mejor tiempo de 2 horas y 57 minutos, y un peor registro de 6 horas y 57 minutos, un día que se encontraba enfermo.
El navarro completó las 500 maratones a pesar de trabajar en una fábrica ocho horas diarias a turnos: una semana de mañana, otra de tarde y otra de noche. Cuando trabajaba de mañana o de noche, corría por la tarde. Cuando trabaja de tarde, corría por la mañana. Esto le obligó a tener que completar en alguna ocasión hasta dos maratones en menos de 12 horas. La mayoría de los maratones los realizó día tras día en Tafalla y alrededores, para poder compatibilizar el reto con su trabajo.
Abad anunció al día siguiente de terminar el proyecto, el 13 de febrero de 2012, su intención de doblar el número para alcanzar los 1000 maratones consecutivos, así como extender su proyecto a los cinco continentes, aunque dijo que para ello necesita financiación de un patrocinador. Así, continuó corriendo un maratón diario a pesar de haber alcanzado la número 500. El corredor se dio de plazo hasta el 22 de mayo de 2012 para encontrar la financiación necesaria, de entre 60.000 y 80.000 euros, ya que para correr por los cinco continentes debería dejar su trabajo en Tafalla, algo que ha venido compaginando con los maratones durante los últimos 500 días. El nuevo reto concluiría el 26 de junio de 2013.
Sin embargo, el 29 de mayo de 2012 Abad desistió de su proyecto de alcanzar los mil maratones seguidos después de 607 consecutivos, al no encontrar la financiación necesaria.
- Número 1: 1 de octubre de 2010 en Tafalla
- Número 200: 18 de abril de 2011 en el Colegio Público Comarcal Marqués de la Real Defensa Tafalla.
- Número 268: 25 de junio de 2011 en Granada
- Número 269: 26 de junio de 2011 en Málaga[17]
- Número 345: 10 de septiembre de 2011 en Ávila. Iniciativa contra la obesidad.[18][19]
- Número 346: 11 de septiembre de 2011 en Segovia[20]
- Número 350: 15 de septiembre de 2011 en Santiago de Compostela
- Número 351: 16 de septiembre de 2011 en Zamora[21]
- Número 352: 17 de septiembre de 2011 en Salamanca
- Número 353: 18 de septiembre de 2011 en Cáceres[22]
- Número 360: 25 de septiembre de 2011 en Huesca
- Número 366 - Récord Guinness: 1 de octubre de 2011 en Madrid.
- Número 373: 8 de octubre de 2011 en Madrid. Carrera del corazón.
- Número 377: 12 de octubre de 2011 en Zaragoza
- Número 380: 15 de octubre de 2011 en Palencia
- Número 381: 16 de octubre de 2011 en León
- Número 387: 22 de octubre de 2011 en Lérida
- Número 388: 23 de octubre de 2011 Maratón del Mediterráneo
- Número 394: 29 de octubre de 2011 en Toledo
- Número 395: 30 de octubre de 2011 en Ciudad Real
- Número 402: 6 de noviembre de 2011 en Murcia
- Número 408: 12 de noviembre de 2011 en Gerona
- Número 409: 13 de noviembre de 2011 Maratón de Port Aventura
- Número 415: 19 de noviembre de 2011 en Logroño
- Número 416: 20 de noviembre de 2011 en Vitoria
- Número 420: 24 de noviembre de 2011 en Valencia
- Número 423: 27 de noviembre de 2011 Maratón de San Sebastián
- Número 429: 3 de diciembre de 2011 en Bilbao
- Número 430: 4 de diciembre de 2011 en Santander
- Número 436: 10 de diciembre de 2011 en Alicante[23]
- Número 437: 11 de diciembre de 2011 Maratón de Castellón, Castellón
- Número 441: 15 de diciembre de 2011 en Lisboa
- Número 450: 24 de diciembre en Pamplona[24]
- Número 451: 25 de diciembre Navidad en Ujué
- Número 452: 26 de diciembre en Badajoz[25]
- Número 453: 27 de diciembre en Huelva[26]
- Número 454: 28 de diciembre en Cádiz[27]
- Número 455: 29 de diciembre en Córdoba[28]
- Número 471: 14 de enero de 2012 en Mallorca
- Número 472: 15 de enero de 2012 en Mallorca
- Número 476: 19 de enero de 2012 en Las Palmas de Gran Canaria
- Número 477: 20 de enero de 2012 en Tenerife
- Número 478: 21 de enero de 2012 en Tenerife
- Número 479: 22 de enero de 2012 Gran Canaria Maratón, Las Palmas de Gran Canaria
- Número 486: 29 de enero de 2012 en Guadalajara
- Número 490: 2 de febrero de 2012 en Jaén
- Número 491: 3 de febrero de 2012 en Almería
- Número 492: 4 de febrero de 2012 en Albacete
- Número 493: 5 de febrero de 2012 en Cuenca
- Número 500: 12 de febrero de 2012 en Barcelona

A partir de la maratón 401 las camisetas con las que Ricardo corrió la maratón del día se pusieron a la venta para recaudar fondos para ANFAS, asociación navarra en favor de las personas con discapacidad intelectual. La última, la 500, con un diseño especial, se sacó a subasta.

## Premios y nominaciones
Como ya ocurrió en 2009, el ultrafondista ha sido seleccionado como candidato oficial al Premio Premio Príncipe de Asturias de los Deportes 2012. La candidatura fue presentada por ANFAS y respaldada por el Gobierno de Navarra y la alcaldesa de Tafalla.
Otros: 
- Premio 2008 Deporte y Corazón
- Premio al Mejor Deportista Tafalles 2009
- Nominado al Premio Príncipe de Asturias de los Deportes 2009
- Premio al Gesto Deportivo Navarro 2009.
- Nombrado Caballero de Honor de la Orden del Cuto Divino 2010

## Mejores marcas personales
- Medio Maratón: 01h 19´48´´ Media Maratón de Trubia 2008
- Maratón: 02h 46´11´´ San Sebastián 2009
- 100 km: 08h 36´44´´ Madrid
- 24 horas (ruta): 189 km
- 24 horas (pista): 194,5 km

## Historia deportiva
Empezó correr a finales de junio de 2005, cuando preparó su primera Maratón, San Sebastián 2005, tras años montando en bicicleta, coincidiendo con el nacimiento de su única hija Ainhoa. El año 2006 realizó cinco maratones de asfalto y dos de montaña. Al año siguiente, dio un paso más y culminó sus primeras travesías: Bardenas, Monegros, etc. compaginadas con maratones y otras muchas carreras. En 2008 comenzaron los primeros grandes proyectos como la Travesía de la Península y el reto de 30 Maratones en 30 días en el mes de agosto. El año 2009 ejecutó múltiples proyectos, siendo el más conocido el de las 150 maratones en 150 días y La vuelta a la Península o Península Solidaria.
En 2009 fue nominado por el Ayuntamiento de Tafalla a los Premios Príncipe de Asturias de los Deportes 2009 y lanzó el cohete anunciador de las Fiestas Patronales de Tafalla.

### Año 1995 - 2005
- Travesía por Estados Unidos en bicicleta de 4.000 km en 20 días (1995).
- Cruzar Australia en bicicleta 5.500 km en 30 días (1996)
- Travesía Perpignan-Irún 526 km en 20 horas (1996)
- Ruta de la Plata 550 km en 20 horas (1998)
- Camino de Santiago 800 km en 7 días y 8 horas. Fue récord hasta 2007. (1998)
- Competición en bicicleta de carretera en varios equipos nacionales (1999 - 2005)
- 12 Quebrantahuesos. 3 de ellas entre los 20 primeros clasificados (1999 - 2005)

### Año 2006
- Comienza a correr a pie: 5 maratones de asfalto, 2 de montaña y varias carreras populares

### Año 2007
- 5 maratones de asfalto, 3 de montaña, 15 carreras de diferentes distancias y varias travesías:
  - Travesía de las Bardenas Reales: 75 km en 5 horas 59 minutos
  - Travesía los Monegros (Huesca-Caspe): 123 km 9 horas 50 minutos
  - Travesía Asturias (Valdegrande-Candas): 121 km 19 horas 40 minutos
  - Travesía Navarra (Endarlaza-Cintruénigo): 165 km en 18 horas
  - 24 Horas de TV3: 184,6 km
  - 4º Clasificado en la 1ª Xtrem Trail 2007

### Año 2008
- Cañada Roncaleses (GR-13): 170 km en 22 horas 45 minutos.
- 30 Maratones en 30 días en el mes de agosto.
- Quebrantahuesos  corriendo en 29 horas 40 minutos.
- Travesía España: Tarifa-San Sebastián 1.220 km en 14 días y 5 horas.

### Año 2009
- 150 Maratones en 150 días.
- Larra-Larraun (146 km) en 19 horas 30 minutos.
- 4 Maratones consecutivos (168,8 km) en 20 horas 40 minutos.
- 189 kilómetros en 24 horas.
- 238,5 kilómetros en 34 horas sin descanso.
- 8 Maratones en 58 horas y 19 minutos.
- Tafalla-Gerona-Motril: 1750 kilómetros en 23 días.
- 24 Horas en pista por la discapacidad intelectual: 709 vueltas y una distancia de 194,5 kilómetros.

### Año 2010
- Tafalla-Javier-Tafalla 97,4 kilómetros en 9 horas y 34 minutos.
- Irati-Xtrem 134,3 kilómetros en 17 horas.
- Motril-Portugal-Cornisa Cantábrica: 2000 kilómetros en 26 etapas.
- Quebrantahuesos 2010: 28 horas 53 minutos.
- 187,85 km circuito urbano alrededor de Tafalla en 32 horas y 32 minutos.
- 92 Maratones consecutivos en 92 días.

### Año 2011
- 365 Maratones en 365 días
- Premio al Mérito Deportivo Fundación Boscos 2011

### Año 2012
- 151 Maratones en 151 días.
- Quebrantatlon: dos vueltas a la Quebrantahuesos (205 bici - 85 carrera a pie - 125 bici). Total

410 kilómetros en 32 horas.
- Finisher Ironman de San Juan de Luz 11h 04m
- Finisher Ironman de Calella en 10h 45m
- Nominado al Premio Príncipe de Asturias por segunda vez